# Championnat de Suisse féminin de football 1970-1971
Navigation
Édition suivante
Le Championnat de Suisse de football féminin 1970-1971 est la première édition du Championnat de Suisse féminin de football.

## Compétition
Le 24 avril 1970 est créée la Ligue suisse de football féminin. Les initiateurs de cette ligue sont le président du FC Sion et du FC Zurich.
Le premier championnat suisse se déroule avec trois poules, les premiers de poule se rencontrent lors d'une finale pour désigner le champion de Suisse.
- Poule 1
  - La Chaux-des-Fonds
  - Boudry
  - St. Croix
  - Brunettes Yverdon
  - FC Sion
- Poule 2
  - Bern
  - Grenchen
  - Solothurn
  - DFC Aarau
  - Emmenbrücke
  - Blue Stars Zurich
- Poule 3
  - Rapperswil
  - Young Fellows Zürich
  - Phönix Winterthur
  - Seebach
  - Ebnat-Kappel
  - DFC Baden
  - SV Schaffhausen

## Finale
La finale se déroule le 11 juillet 1971 à Berne entre le DFC Aarau et Young Fellows Zurich. Aarau gagne le match 3 à 0 et remporte le premier titre de champion de Suisse. 